# Ausschreitungen während der Fußball-Europameisterschaft 2016

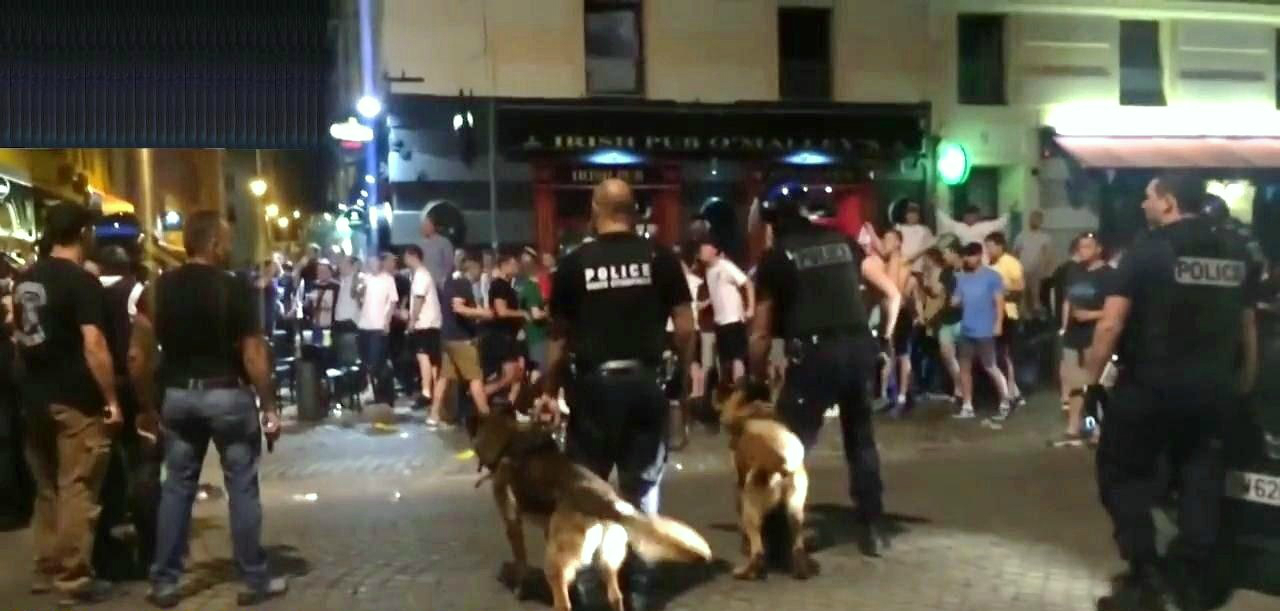
Ausschreitungen während der Fußball-Europameisterschaft 2016 in Marseille

Während der Fußball-Europameisterschaft 2016 kam es zu teilweise schweren Ausschreitungen zwischen Hooligans unterschiedlicher Nationalitäten. Eine neue Dimension von massiver Gewalt wurde durch eine Gruppe rund 150 gut organisierter russischer Hooligans forciert. Auch in den darauffolgenden Spielen gab es immer wieder Schlägereien unter anderem mit der Beteiligung deutscher Hooligans, jedoch in einer wesentlich kleineren Dimension.
Während der EM waren bis zu 100.000 Polizisten, Soldaten und private Sicherheitskräfte im Einsatz und 1550 Personen wurden insgesamt festgenommen.

## Chronologie

### Marseille vor dem ersten Spiel
Bevor die EM startete, hielten sich bereits viele Fans an den Spielorten auf. In Marseille kam es zu Krawallen zwischen englischen Hooligans, Einheimischen und der Polizei. Dabei hatten die Engländer mit Gesängen wie „ISIS, where are you?“ („ISIS, wo seid ihr?“) die zum Teil aus dem Maghreb stammenden Jugendlichen provoziert. In der Stadt hatte es bereits bei der Weltmeisterschaft 1998 in Frankreich gewalttätige Auseinandersetzungen zwischen englischen Hooligans und einheimischen Jugendlichen gegeben.

### Spiel Russland gegen England am 11. Juni 2016
Im Umfeld des Spiels Russland gegen England (1:1) am 11. Juni 2016 kam es zu schweren Krawallen. Vor dem Spiel waren russische und englische Hooligans in der Altstadt von Marseille wiederholt in gewaltsame Zusammenstöße verwickelt. Nach Angaben französischer Augenzeugen und der Zeitschrift L’Équipe begannen die Ausschreitungen am Cours Estienne-D’Orves in der Nähe des Alten Hafens, nachdem russische Fans eine Gruppe von Engländern in einer Bar attackierten. Schon am frühen Sonntagmorgen zählten französische Medien über 30 verletzte Menschen, darunter vier Schwerverletzte. Ein Engländer schwebte Tage später noch in Lebensgefahr. Während des Spiels wurden im Stadion aus dem russischen Block mehrere Leuchtrakaten abgefeuert. Unmittelbar nach dem Spiel waren russische Hooligans in den englischen Block gestürmt und hatten dort englische Fans angegriffen. Nach dem Spiel kam es erneut zu Zusammenstößen.
Die französische Polizei nahm im Zusammenhang mit diesen Ausschreitungen sechs Briten, einen Österreicher und drei Franzosen fest. Zwei Russen wurden des Landes verwiesen, jedoch konnte kein einziger russischer Hooligan festgenommen werden.
Nach ersten Ermittlungsergebnissen des französischen Generalstaatsanwalts ging die Gewalt überwiegend von einer Gruppe von 150 russischen Hooligans aus, wobei sich auch einige Engländer beteiligt hätten. Die russischen Hooligans seien „extrem gut trainiert“ und für „ultraschnelle, ultraharte Gewalt“ verantwortlich gewesen. Der überwiegende Teil der Verletzten waren Engländer. Englische Fans erzählten, dass russische Hooligans koordiniert und gezielt auf die Engländer losgingen und dabei sowohl englische Hooligans als auch normale englische Fans angriffen. Die russischen Fans und einige russische Zeitungen berichteten, dass die Engländer die Russen durch Gesänge über Marija Scharapowa und Wladimir Putin provoziert hätten.
Am Abend gab die UEFA bekannt, dass die Disziplinarkommission Ermittlungen gegen Russlands Fußballverband aufgenommen habe. Es gehe um das Stürmen des englischen Blocks durch die russischen Hooligans, um rassistisches Verhalten und das Werfen von Feuerwerkskörpern. Schon bei der Fußball-Europameisterschaft 2012 in Polen und der Ukraine hatten russische Fans Feuerwerkskörper geworfen und waren durch rassistisches Verhalten aufgefallen. Der russische Verband musste damals eine Geldstrafe von über 120.000 Euro zahlen und wurde verwarnt. Gegen den englischen Verband wird nicht ermittelt, weil das Fehlverhalten der englischen Fans außerhalb des Stadions und damit außerhalb des Zuständigkeitsbereichs der UEFA stattfand. Die UEFA verurteilte schließlich den russischen Fußballverband wegen der Randale seiner Hooligans im Stadion zu einer Strafe von 150.000 Euro und zu einer Disqualifikation auf Bewährung während der gesamten Dauer der EM; einem Wiederholungsfall folgt nach dem UEFA-Urteil der sofortige Turnier-Ausschluss.
Drei russische Hooligans wurden im Zusammenhang mit den Ausschreitungen rund um das Spiel zu einem bis zwei Jahren Gefängnis verurteilt. 20 weitere Russen, unter ihnen der Chef der Vereinigung russischer Fußballfans Alexander Schprygin, wurden des Landes verwiesen. Wenige Tage später reiste Schrprygin trotz seiner Ausweisung wieder zur Europameisterschaft und wurde wieder festgenommen.
Der russische Sportminister Witali Mutko hatte nach Abpfiff zunächst gesagt, dass es keine Zusammenstöße zwischen russischen und englischen Fans gegeben habe. Später bezeichnete er das Verhalten der russischen Hooligans als inakzeptabel und die Ermittlungen der UEFA als „normales Prozedere“. Neue Gewalt durch die russischen Fans könne er aber nicht ausschließen, weil die Russen „ständig provoziert“ würden. Einige russische Funktionäre spielten die Krawalle herunter oder äußerten Unterstützung. Parlaments-Vizepräsident und Vorstandsmitglied des russischen Fußballverbands Igor Lebedew sagte, die russischen Hooligans hätten die Ehre Russlands verteidigt und sollten so weitermachen. Wladimir Markin, der Leiter der russischen Ermittlungsbehörde, sagte zu den Vermutungen, dass trainierte Schläger eigens zur Europameisterschaft angereist seien: „Sie wundern sich, wenn sie einen echten Mann sehen, der aussieht, wie ein Mann aussehen soll. Sie sind nur daran gewöhnt, Männer bei Schwulen-Paraden zu sehen.“
Der russische Spieler Artjom Dsjuba kritisierte die Informationen der französischen Behörden, nach denen die Gewalt überwiegend von russischen Hooligans ausgegangen war. Die Engländer seien „keine Engel“ und für die Hälfte der Gewalt verantwortlich. Der Trainer der russischen Nationalmannschaft Leonid Sluzki sagte, dass englische Fans während der russischen Hymne dazwischengerufen hätten – das sei unethisch gewesen.

### Spiel Ukraine gegen Deutschland am 12. Juni 2016
Vor dem Spiel hielten sich deutsche Hooligans in Cafés in der Innenstadt von Lille auf. Gegen 17.30 Uhr griffen mehr als 50 deutsche Hooligans in der Nähe des Bahnhofs ukrainische Fans an. Vor Straßencafés wurden Flaschen, Stühle und Rauchbomben geworfen, die Deutschen skandierten rechtsradikale Parolen und zeigten eine Reichskriegsflagge. Die Polizei war erst spät mit einem größeren Aufgebot präsent, da die Einsatzkräfte im Stau steckenblieben. Zwei Ukrainer wurden nach Polizeiangaben verletzt.
Nach Informationen des SID hielten sich rund 150 polizeibekannte deutsche Gewalttäter in Lille auf.

### Spiel England gegen Wales  am 15. Juni 2016
In Lille kam es zu Ausschreitungen von englischen Fußballfans. Sie waren zur Begegnung England gegen Wales im nahen Lens angereist. Nachdem ein Feuerwerkskörper in der Nähe des Bahnhofs von Lille explodiert war, rannten etwa 200 englische Fans, die vor einem Lokal gesessen hatten durch die umliegenden Straßen. Als sich die CRS den Hooligans in den Weg stellte, kam es zu Auseinandersetzungen. Nach diesen Auseinandersetzungen wurden 36 Hooligans festgenommen, 50 Menschen mussten von Rettungskräften behandelt werden und 16 von ihnen kamen ins Krankenhaus.
Auch in einem Zug von Calais nach Lille kam es zu einer Prügelei zwischen Fans aus England und Wales. Am Bahnhof Hazebrouck nahe der belgischen Grenze holte die Polizei fünf Beteiligte aus dem Zug.

### Spiel Kroatien gegen Tschechien am 17. Juni 2016
Im Spiel Kroatien gegen Tschechien kam es in der 86. Minute zu Ausschreitungen im Block der kroatischen Fans. Dabei wurde Pyrotechnik eingesetzt und es kam zu Schlägereien zwischen kroatischen Fans. Ein Ordner wurde durch einen neben ihm explodierenden Böller leicht verletzt. Das Spiel musste für mehrere Minuten unterbrochen werden.

## Hintergrund und polizeiliche Maßnahmen
Nach Zahlen, die nach der EM veröffentlicht wurden, waren bis zu 100.000 französische Polizisten, Soldaten und private Sicherheitskräfte im Einsatz. Während der EM 2016 nahm die Polizei 1550 Personen fest.
Bis zum 14. Juni 2016 waren 20 mutmaßliche Randalierer festgenommen worden, darunter auch ein Deutscher. Zu der russischen Hooligan-Gruppe sagte ein Polizeisprecher: „Das sind Leute, die für so was trainieren.“
Am selben Tag stoppte die Gendarmerie nationale in Südfrankreich einen Reisebus mit russischen Fußball-Fans, der auf dem Weg von Cannes nach Lille zum Spiel Russland gegen die Slowakei war. 43 Personen wurden in Polizeigewahrsam genommen, gegen 29 von ihnen stellten die Behörden Ausweisungsanträge.

## UEFA
Als russische und englische Fans sich nach der Partie im Stadion eine Massenprügelei lieferten, bot die UEFA-Bildregie den übertragenden Sendern keine Bilder von den Rängen an. Dies führte zu einer Beschwerde von ARD und ZDF.
Der Spiegel-Korrespondent Rafael Buschmann kritisierte die Haltung der UEFA, Hooligans seien ein Randphänomen der 80er und 90er Jahre. Das sei falsch. „Und wird auch nicht besser, wenn es Fußballfunktionäre, die mit wohlfeiler Rhetorik ihr Glanzprodukt ‚Fußball‘ retten wollen, immer wieder wiederholen. Der Hooliganismus lebt, vielleicht sogar mehr denn je. Er hat sich nur immer mehr vom Stadion in die Peripherie zurückgezogen, weil die neuen Arenen mit hochauflösenden Sicherheitskameras ausgestattet sind und weil vor und während des Spiels zig TV-Übertragungen eingesetzt werden. Jetzt lebt der Hooliganismus in Wäldern, auf Äckern und Wiesen.“

## Russland
Özcan Mutlu, Sprecher für Sportpolitik der Grünen-Bundestagsfraktion, sagte nach den ersten Krawallen: „In Anbetracht der gewaltsamen Ausschreitungen von russischen Hooligans während des EM-Gruppenspiels sowie der dubiosen Vergabe der WM-2018 an Russland und des Dopingsumpfs in dem Land, stellt sich sehr wohl die Frage, ob die FIFA diese WM-Vergabe nicht längst hätte überdenken müssen. […] Noch ist Zeit für eine Neuvergabe für die FIFA. Die FIFA muss endlich handeln.“
Am 14. Juni stoppte die französische Polizei in der Nähe von Cannes einen Reisebus mit einer Gruppe russischer Fans. Die Gruppe soll an den Ausschreitungen in Marseille beim Spiel Russland gegen England beteiligt gewesen sein. Unter ihnen war Alexander Schprygin, der in Frankreich akkreditierte Vertreter des „Allrussischen Verbandes der Fußballfans“ und Mitarbeiter des Parlaments-Vizepräsidenten und Vorstandsmitglied des russischen Fußballverbandes Igor Lebedew (LDPR). Schprygin ist ein Rechtsextremist und war in den 1990er Jahren ein Anführer der Neonazi- und Hooligan-Szene rund um den Verein FK Dynamo Moskau. Die Tageszeitung nannte es einen „Skandal“, dass sich Schprygin „mit einer offiziellen Akkreditierung des russischen Fußballverbandes in Frankreich aufhält“. Der russische Außenminister Sergei Lawrow warf den französischen Behörden vor, „anti-russische Gefühle“ zu schüren. Die Forderung an die Gruppe russischer Fans, ihre Papiere vorzuzeigen und den Bus zu verlassen, sei inakzeptabel. Das französische Vorgehen könne eine Schädigung der russisch-französischen Beziehung nach sich ziehen, so Lawrow.